# Long Term Effects of Suffering
Long Term Effects of Suffering (с англ. — «Долгосрочные последствия страдания») — второй студийный альбом американского дуэта $uicideboy$, выпущенный 13 августа 2021 года на лейбле G*59 Records. Альбом, который является продолжением их релиза 2020 года Stop Staring at the Shadows, был спродюсирован DJ YETR, Sambo Bachrack и Budd Dwyer (продюсерское альтер эго $crim).

## Предыстория
Выпуску альбома предшествовали три сингла «New Profile Pic», «Avalon» и «Materialism as a Means to an End», выпущенные соответственно в апреле, мае и июле 2021 года и вошедшие в трек-лист. Обложка альбома, трек-лист и дата релиза были опубликованы в конце июня в аккаунтах дуэта в социальных сетях.
Из-за дезинформации, распространяемой в Интернете группами, распространяющими музыку, первоначально считалось, что пластинка будет называться The New Normal, однако это было опровергнуто официальным объявлением.
Анонс альбома состоялся 11 августа 2021 года в Твиттере участниками дуэта. Сам альбом был выпущен спустя неделю после того, как исполнители заболели COVID-19.

## Критика
Альбом был хорошо принят поклонниками, хотя и вызвал разногласия в средствах массовой информации в целом. Так или иначе пластинка не получила широкого признания и не смогла обойти по прослушиваниям и продажам предыдущие альбомы дуэта. Интернет-журнал HipHopDX поставил рейтинг 2.8 из 5; так, например, альбом I Want to Die in New Orleans и мини-альбом Live Fast, Die Whenever получили 3.9 и 3.2 соответственно.

## Список треков
| №                   | Название                                                         | Длительность |
| ------------------- | ---------------------------------------------------------------- | ------------ |
| 1.                  | «Degeneration in the Key of A Minor»                             | 2:08         |
| 2.                  | «If Self-Destruction was an Olympic Event, I’d be Tonya Harding» | 2:23         |
| 3.                  | «Life is but a Stream~»                                          | 2:03         |
| 4.                  | «5 Grand at 8 to 1»                                              | 2:50         |
| 5.                  | «WE ENVY NOTHING IN THE WORLD.»                                  | 2:51         |
| 6.                  | «Lighting the Flames of My Own Personal Hell»                    | 1:50         |
| 7.                  | «NEW PROFILE PIC»                                                | 2:08         |
| 8.                  | «Bleach»                                                         | 2:40         |
| 9.                  | «Forget It»                                                      | 3:19         |
| 10.                 | «Avalon»                                                         | 2:21         |
| 11.                 | «Materialism as a Means to an End»                               | 2:46         |
| 12.                 | «Ugliest»                                                        | 2:58         |
| 13.                 | «The Number You Have Dialed is Not in Service»                   | 2:46         |
| Общая длительность: | Общая длительность:                                              | 33:00        |

## Чарты
|         | Высшая позиция в чартах | Высшая позиция в чартах | Высшая позиция в чартах | Высшая позиция в чартах | Высшая позиция в чартах | Высшая позиция в чартах | Высшая позиция в чартах | Высшая позиция в чартах | Высшая позиция в чартах |
| Чарт    | FIN                     | US                      | AUS                     | NZ                      | CAN                     | BEL(FL)                 | NLD                     | SWI                     | GER                     |
| ------- | ----------------------- | ----------------------- | ----------------------- | ----------------------- | ----------------------- | ----------------------- | ----------------------- | ----------------------- | ----------------------- |
| Позиция | 12                      | 7                       | 18                      | 8                       | 26                      | 76                      | —                       | 29                      | 61                      |